# Cestrus arcuatorius
Cestrus arcuatorius är en stekelart som beskrevs av Dmitriy R. Kasparyan och Ruiz-cancino 2005. Cestrus arcuatorius ingår i släktet Cestrus och familjen brokparasitsteklar. Inga underarter finns listade i Catalogue of Life.